# Apatochernes antarcticus
Apatochernes antarcticus är en spindeldjursart som beskrevs av Beier 1964. Apatochernes antarcticus ingår i släktet Apatochernes och familjen blindklokrypare.

## Underarter
Arten delas in i följande underarter:
- A. a. antarcticus
- A. a. knoxi
- A. a. pterodromae